# Dr. Jekyll e Miss Hyde
Dr. Jekyll e Miss Hyde (Dr. Jekyll and Ms. Hyde) è un film del 1995, diretto da David Price. È una commedia liberamente ispirata al romanzo Lo strano caso del dottor Jekyll e del signor Hyde di Robert Louis Stevenson.

## Trama
Il dottor Richard Jacks è un profumiere che lavora presso un'importante azienda di fragranze. I suoi progetti sono falliti e l'amministratore delegato, la signora Unterveldt, sta pensando di sostituirlo con una donna.
Dopo la morte del bisnonno, Richard assiste alla lettura del testamento, ereditando appunti di esperimenti scientifici e scoprendo che il suo antenato era il dottor Henry Jekyll.
Decide quindi di aggiungere più estrogeni a una miscela su cui Jekyll stava lavorando nella speranza che si riveli meno pericolosa. Monitorando le sue statistiche vitali dopo aver ingerito la formula, Richard si arrende e partecipa a un colloquio di lavoro.
Sebbene all'inizio tutto sembri normale, Richard, sentendosi male, fugge al laboratorio, dove si svolgono le fasi finali della trasformazione in donna, che si fa chiamare Helen Hyde e si presenta come la nuova assistente di Richard. Riscrive i suoi rapporti, è gentile con la sua segretaria, flirta con i suoi superiori, Yves Dubois e Oliver Mintz e si ricompensa con uno shopping sfrenato. Più tardi, Helen incontra e fa amicizia con la fidanzata di Richard, Sarah.
Il giorno dopo, dopo diversi commenti dei colleghi, Richard si rende conto che Helen era reale ma non è in grado di accedere a nessuno dei suoi ricordi. Tuttavia, si sente rinvigorito e invita Sarah a casa sua per una cena romantica. Tutto sembra andare bene fino a quando non si rende conto che si sta trasformando di nuovo in Helen, facendo fuggire Sarah.
Helen, comunque, non intende dover condividere il corpo con Richard e tenta persino di sedurre Oliver Mintz, ma, proprio quando stanno per fare sesso, inizia a trasformarsi di nuovo in Richard e si nasconde in bagno, scappando attraverso una finestra vicina. Tuttavia, per il suo flirt con Oliver, Helen viene nominata superiore di Richard al lavoro.
Per fermarla, Richard si ammanetta al letto, solo per essere inorridito quando Sarah entra e trova il suo armadio pieno di biancheria. Questo porta Sarah a credere che lui e Helen abbiano una relazione.
Helen ha quindi un incontro privato con Dubois e Mintz che presentano "Indulge", il profumo che ha rubato a Richard. Helen avverte quindi Richard tramite video delle sue intenzioni di assumere completamente il controllo.
Richard si rende conto con orrore che in realtà sta iniziando a passare più tempo come Helen che come se stesso. Cerca di umiliare Helen di fronte ai suoi superiori spogliandosi nuda e scrivendo oscenità su tutto il corpo, sperando che entrino dopo che si sarà trasformato in lei. Helen riesce a superare in astuzia Richard ritardando la trasformazione, facendo fallire il suo piano e licenziandolo.
Sarah è finalmente convinta vedendo i filmati di sicurezza della trasformazione iniziale e Richard escogita una formula che distruggerebbe efficacemente la parte femminile di se stesso, ma deve consumarla come Helen entro un certo lasso di tempo. Per evitare di lasciarla scappare, Richard si ammanetta le mani e lega i piedi a un letto. Dopo che si è trasformato, Sarah tenta di iniettare a Helen la formula ma fallisce, iniettandone solo circa il 20%, causando la trasformazione spontanea di parti del corpo casuali tra maschio e femmina. Nell'appartamento scoppia un incendio e Helen riesce a fuggire.
Al lancio di Indulge, il profumo che ha rubato a Richard, Helen ruba il vestito di una ospite, ma gli effetti della formula iniziano a manifestarsi. Sarah, che si è intrufolata alla festa, si nasconde su un podio e aspetta che inizi il video promozionale prima di iniettare il resto della formula in Helen, che si trasforma di nuovo, e definitivamente, in Richard.
Sollevato, Richard si rende conto che è finita ma vede che ora si trova in una stanza piena di colleghi e tiene un discorso su come l'unico modo per capire una donna fosse diventarlo. Gli viene, quindi, offerta una promozione e una vacanza, che accetta. Mentre si toglie gli indumenti intimi, commenta "Helen e il suo dannato tanga!" prima di uscire con Sarah.

## Recensione
Il film ha ricevuto una valutazione del 14% su Rotten Tomatoes ed è stato candidato per tre Razzie Awards tra cui "peggior attrice" per Sean Young, "peggior Remake o Sequel" e "peggior coppia" per Daly e la Young.
"A un'età in cui avrebbe dovuto stare al passo coi tempi", scrisse il critico cinematografico Mick LaSalle, "sta già parodiando se stessa, parodiando la sua immagine pubblica, di tutte le cose, non la sua immagine sullo schermo ... È solo possibile che i film miserabili siano l'elemento naturale della Young e ruoli come questo la sua vera vocazione".
Hugo Davenport nel Daily Telegraph ha dichiarato: "Oltre ad essere una parodia di Stevenson, è così grossolano, sciatto e misogino che rende "Confessioni di un lavavetri" come Dostoevskij".
The Austin Chronicle riassumeva il film dicendo: "In generale, questa noia PG-13 non è né abbastanza crassa né abbastanza intelligente da attirare l'attenzione di nessuno".